# Kayleigh McEnanyová
Kayleigh Michelle McEnany (přechýleně McEnanyová; 18. dubna 1988 Tampa, Florida, Spojené státy americké) je americká konzervativní politická komentátorka, televizní osobnost a spisovatelka, který od dubna 2020 do ledna 2021 pracovala v první administrativě Donalda Trumpa jako 33. tisková mluvčí Bílého domu.
McEnanyová kritizovala Trumpovu kandidaturu na prezidenta v republikánských primárních volbách v roce 2016. Postupem času se McEnanyová stala Trumpovou obhájkyní. McEnanyová se stala mluvčí Republikánského národního výboru v roce 2017. V letech 2019 a 2020 pracovala McEnanyová pro volební tým Donalda Trumpa. McEnanyová se vrátila do týmu v rozmezí října 2020 a ledna 2021.
McEnanyová začala svoji kariéru v médiích jako producentka pořadu Huckabee vysílaného na televizní stanici Fox News. Později pracovala McEnanyová jako politická komentátorka pro CNN. Při práci pro první Trumpovu  administrativu spolumoderovala McEnanyová pořad Outnumbered na Fox News. Kromě moderování McEnanyová byla hostem v pořadech Fox & Friends, The Five, Hannity, Jesse Watters Primetime nebo The Ingraham Angle.

## Mládí a vzdělání
Kayleigh Michelle McEnanyová se narodila 18. dubna 1988 ve floridské Tampě, kde i vyrůstala. Je dcerou Michaela a Leanne McEnanyových, majitelů pokrývačské firmy. McEnanyová navštěvovala základní a střední školu Academy of the Holy Names. Po středoškolské promoci studovala McEnanynová mezinárodní vztahy na Georgetownské univerzitě ve Washingtonu D. C. Při studiu měla možnost vycestovat na Oxfordskou univerzitu, konkrétně navštěvoval přednášky na St Edmund Hall. Labouristický politik Nick Thomas-Symonds vyučoval politologii McEnanyovou při jejím pobytu ve Spojeném království.
Po absolvování Georgetownské univerzity v roce 2010 McEnanyová pracovala jako producentka pořadu Mike Huckabee Show, na němž se podílela tři roky. McEnanyová navštěvovala první (1L) ročník University of Miami School of Law a poté přestoupila na Harvard Law School. Při studiu na University of Miami School of Law McEnanyová obdržela ocenění Bruce J. Winicka za excelentní studijní výsledky. Pouze 1 % studentů s nejlepšími výsledky získává cenu. V roce 2016 McEnanyová promovala na Harvard Law School.

## Kariéra
McEnanyová byla stážistkou u několika politiků včetně George W. Bushe, Toma Gallaghera nebo Adama Putnama.

### Kariéra v mediích

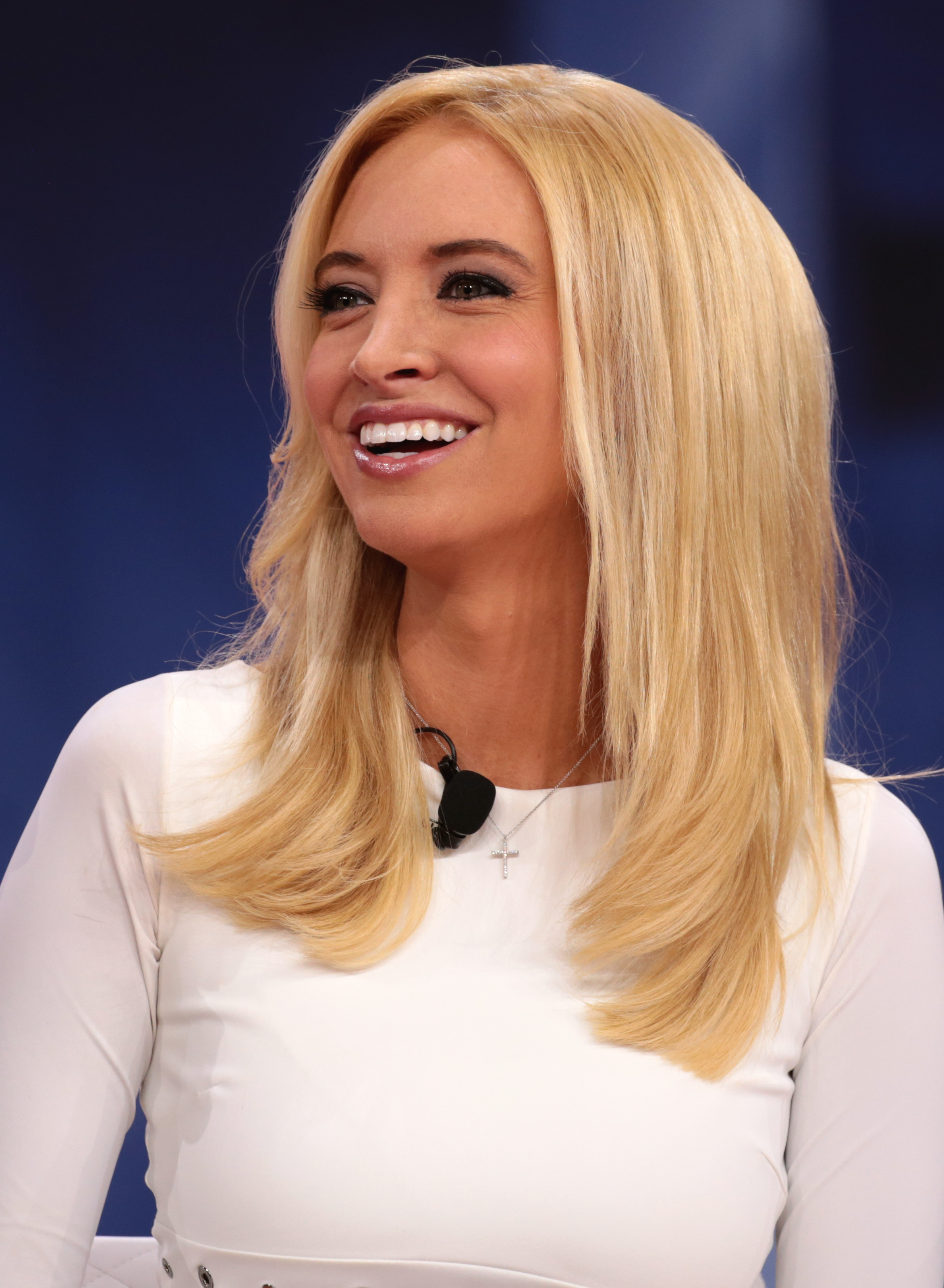
McEnanyová hovoří na Conservative Political Action Conference v Marylandu v roce 2018

Už při studiu na právnické fakultě McEnanyová účinkovala jako placená komentátorka pro CNN. Jako komentátorka podporovala první Trumpovu kandidaturu v roce 2016. Před vyslovením svoji podpory McEnanyová kritizovala Trumpa slovy „Donald Trump se ukázal jako showman“, navíc označila jeho pojetí republikánství jako „neauntentické“ a „nešťastné“. V této době rovněž označila Trumpovy výroky vůči mexickým imigrantům jako „rasistické“. McEnanyová začala Trumpovat podporovat, když přijala radu svého spolupracovníka z advokátní kanceláře Michaela Marcantonia. V rozhovoru pro The New York Times Marcantonio vzpomínal, jak McEnanyové řekl: „Donald Trump bude vaším kandidátem,“ dodal k tomu, „pokud se chytrá, mladá, blonďatá absolventka Harvardu chce dostat do televize a udělat kariéru politického experta, bylo by moudré, kdybyste ho podpořila co nejdříve.“
McEnanyová opustila svoji práci pro CNN  5. srpna 2017. Následující den uváděla 90sekundový webcast Real News Update na oficiální facebookové stránce Donalda Trumpa. Ve videorelaci McEnanyová chválila Trumpa a sdělila, že přináší „reálné zprávy“ Američanům.
Styl McEnanyové práce v této době popsal její tehdejší nadřízený Mike Huckabee jako „pečlivě výzkumný“ a „mimořádně dobře připravený“. Van Jones, spolupracovník McEnanyové u CNN, si všiml jejího strmého kariérního růstu a komentoval ho slovy: „Nesnažím se obhajovat zprávy, ale to, co doufám, že lidé mohou uznat, je, že je velmi málo lidí v obou stranách, kteří mohou dosáhnout toho, co Kayleigh dosáhla v tak krátkém čase... Lidé ji stále berou na lehkou váhu a stále toho litují.“

### Republikánská politická stratéžka
McEnanyová byla úzce spojovaná s americkou Republikánskou stranou už v době studia na vysoké škole. Sama byla kritická k prezidentství Baracka Obamy, dokonce se podílela na šíření spekulací ohledně jeho místa narození. V roce 2012 McEnanyová twittovala o Obamovu bratrovi Maliku Obamovi: „Jak jsem poznal svého bratra– Nevadí, zapomněla jsem, že je stále v chatrči v Keni.“
V roce 2017 reagovala že je pokrytecké, když Trump navštěvuje své golfové hřiště, když je prezidentem, tím, že mylně řekla, že Obama spěchal na golf po zabití Daniela Pearla v roce 2002. Když byl Pearl zabit, Obama zastával pozici senátora. McEnanyová se omluvila za svůj výrok s tím, že Obama šel na golf při zabití jiného novináře Jamese Foleya, kterého příslušníci ISIS popravili v Sýrii. Obama byl na dovolené na ostrově Martha's Vineyard v době stětí. McEnanyová získala pozici národní mluvčí Republikánského národního výboru dne 7. srpna 2017. V roce 2017 McEnanyová jako mluvčí RNC podpořila Trumpa uprostřed oboustranné kritiky v reakci na jeho komentáře ke shromáždění bělošských supremacistů v Charlottesville ve Virginii. Trump v nich naznačil, že bělošští supremacisté a antirasističtí protiprotestující nesou společnou vinu za násilí; na Twitteru McEnanyová napsala, že Republikánská strana podporuje Trumpovo „poselství lásky a inkluzivity“.
Britští novináři Emily Holdenová a David Smith z The Guardian uvedli, že na pozici uvedla 16 241 nepravdivých či zavádějících faktických tvrzení. McEnanyová uvedla při konfrontaci s novinářem Chrisem Cuomoem ze CNN odpověď: „Nevěřím, že by prezident lhal.“
McEnanyová několik týdnů před svým jmenováním mluvčí Bílého domu chválila zvládání pandemie covidu-19 v USA slovy: „Tento prezident (Trump) bude vždy klást Ameriku na první místo, vždy bude chránit americké občany. Neuvidíme přicházet koronavirus. Neuvidíme terorismus, není to osvěžující, když to srovnáme s hrozným prezidentstvím Baracka Obamy?“ Koronavirus se fakticky nacházel mezi americkou populací několik měsíců před výrokem McEnanyové, proto jej autoři na webu Politico označili za jednu z „nejodvážnějších, nejjistějších a okázale nesprávných prognóz roku“. V dubnu 2020 sdělila, že se demokraté budou snažit zpolitizovat covid a že podporují tehdejší celospolečenskou situaci.
V následujících týdnech byla McEnanyová za její poznámky kritizována. Spisovatel Grant Stern na Twitteru napsal: „Kayleigh McEnanyová přichází do Bílého domu s novými „alternativními fakty“ o #koronaviru. Zbytek světa je nazývá lži.“ McEnany odpověděla, že měla na mysli Trumpův zákaz cestování.

### Kariéra prezidentské mluvčí (2020–2021)

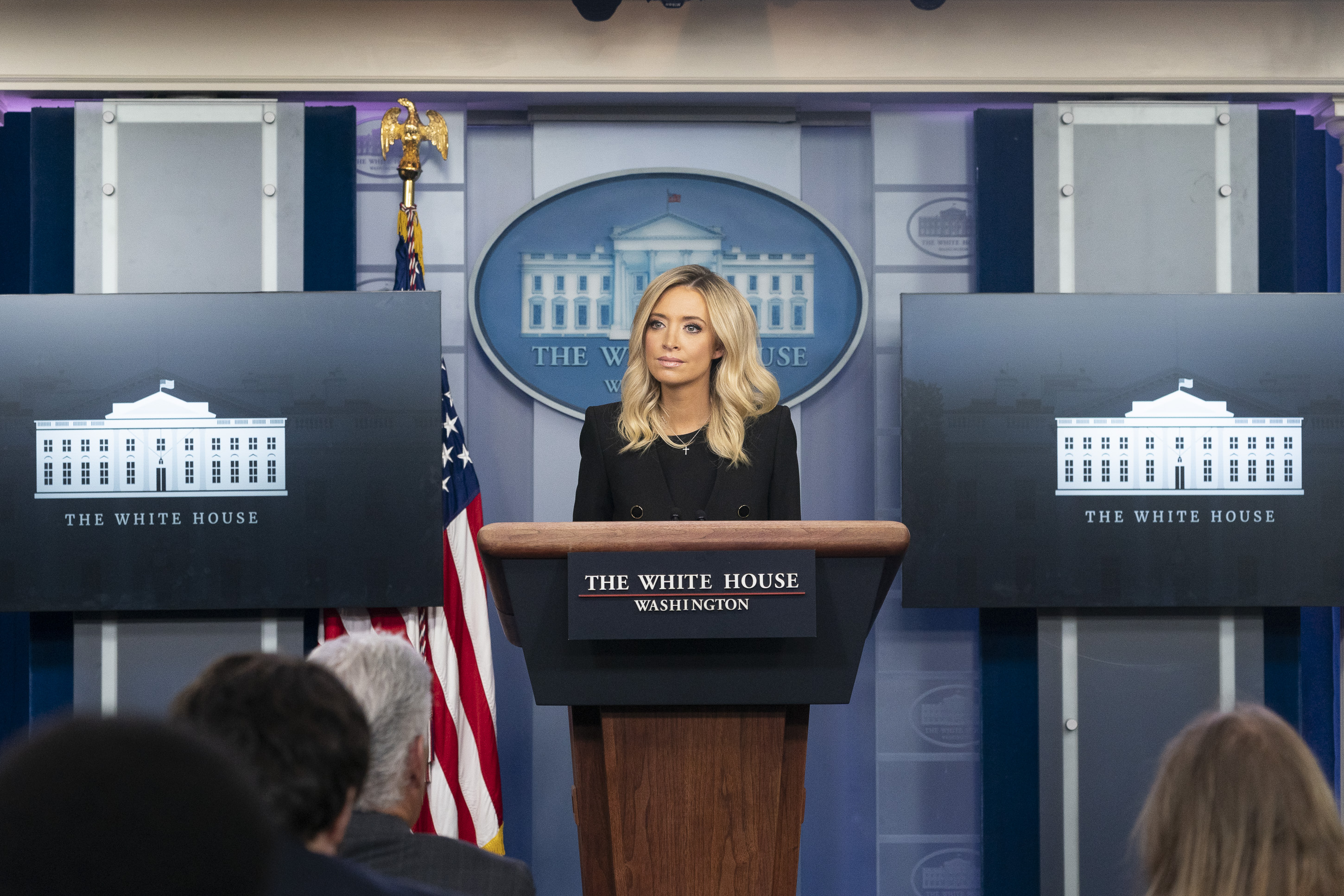
McEnanyová vede tiskový brífink v Bílem domě v květnu 2020

Po tom, co Mark Meadows nahradil Micka Mulvaneyho ve funkci šéfa Bílého domu v dubnu 2020, byla Meadowsovou první personální změnou jmenování Kayleigh McEnanyové do funkce tiskové mluvčí Bílého domu 7. dubna 2020, což bylo oficiálně oznámeno následující den. Tehdejší mluvčí Bílého domu Stephanie Grisham, která pracovala na pozici od června 2019, se stala tiskovou mluvčí první dámy Melanie Trumpové.
Redaktoři z AP napsali o McEnanyové po dvou měsících ve funkci: „Dala od svého prvního brífinku jasně najevo, že je ochotná hájit názor svého šéfa na sebe sama i jeho nejvýraznější přehmaty.“ McEnanyová obhajovala Trumpovo tvrzení, že Světová zdravotnická organizace byla jasně zaujatá proti Číně a při šíření covidu-19, opakovala zavádějící čínské informace o viru a stavěla se odmítavě proti americkému cestovnímu zákazu.
Během prvního tiskového brífinku, 1. května 2020, se reportér AP zeptal McEnanyové: „ Slíbíte nám, že nám z tohoto pódia nikdy nebudete lhát?“ McEnanyová mu odvětila: „Nikdy vám nebudu lhát. Máte mé slovo.“ Na téma Trumpovy reakce na pandemii koronaviru prohlásila: „Tento prezident vždy stál na straně dat.“ V reakci na obvinění z Trumpova sexuálního pochybení McEnanyová uvedla: „Vždycky říkal pravdu.“ Při téže tiskové konferenci McEnanyová nepravdivě tvrdila, že Muellerova zpráva v rámci širšího vyšetřování ruského vměšování do prezidentských voleb v roce 2016 vyústila v „úplné a totální zproštění viny prezidenta Trumpa“. Zpráva přitom obsahovala shrnutí zjištění: „V souladu s tím tato zpráva sice nedospěla k závěru, že prezident spáchal trestný čin, ale také ho nezbavuje viny.“
V souvislosti se zprávami z 8. května 2020, že Bílý dům „odkládá“ vydání pokynů pro znovuotevření po covidu-19, McEnany uvedla, že pokyny nebyly schváleny Robertem Redfieldem, ředitelem Centers for Disease Control and Prevention (CDC). Po zprávách agentury AP, že Redfield vydání pokynů již dříve povolil, se Redfield k této záležitosti vyjádřil osobně. Uvedl, že dokumenty jsou stále ve „formě návrhu“ a byly vydány k „meziresortnímu posouzení“, nikoli k veřejnému šíření. Bývalý prezident Obama telefonoval se členy své bývalé prezidentské administrativy a popsal Trumpovo politické řízení při pandamii jako 
„absolutní chaotickou pohromu“ ve stejném týdnu. McEnanyová reagovala na Obamu slovy: „Reakce (Trumpova) byla bezprecedentní a zachránila americké životy.“
McEnanyová se zastala Trumpa, když falešně označil Joea Scarborougha za zosnovatele vraždy další osoby. Trump nepředložil žádné důkazy na potvrzení předešlého obvinění. Ve stejném měsíci McEnanyová obhajovala tvrzení, které Trump vyslovil ohledně bezpečnosti voleb prostřednictvím pošty. Při popisu možného podvodu využil slova jako „vysoký sklon k podvodům s voliči“.
McEnanyová podpořila kroky Trumpovy administrativy rozehnat demonstranty pomocí dýmovnic, pepřových bomb, obušků a policistů na koních s zbraněmi na gumové projektily v červnu 2020. Po této události Trump uspořádal focení před St. John's Episcopal Church na Lafayette Square ve Washingtonu. McEnanyová přirovnala Trumpovy kroky k Winstonu Churchillovi, který se sám procházel po ulicích Londýna, aby zjišťoval škody po bombardování nacisty. Generál Jim Mattis, bývalý ministr obrany v první Trumpově administrativě, odsoudil Trumpovo rozhodnutí potlačit demonstraci násilím. McEnanyová označila Mattisovy reakci jako „něco víc než jen sebepropagační trik k uklidnění washingtonských elit“.
Zaměstnanci amerických tiskových agentur zveřejnili zvukové záznamy Trumpa z rozhovoru, které získal novinář Bob Woodward z The Guardian při přípravě jeho knihy Rage a vedli spolu od února do března 2020. Trump přiznal, že záměrně zlehčoval situaci kolem pandemie covid-19 ve Spojených státech amerických. Trump v rozhovoru s Woodwardem řekl: „Chtěl jsem to zlehčovat pořád. I nyní tomu nepřikládám dostatečnou váhu, abych nevyvolal paniku.“ McEnanyová reagovala na Trumpova slova: „Prezident nikdy virus nezlehčoval.“ PolitiFact označil tvrzení McEnanyové za lež. Mediální kritik Washington Post Erik Wemple napsal k vyjádření McEnanyové, že se rozhodla obětovat svoji profesní důvěryhodnost. Joe Lockhart, který zastával pozici tiskového mluvčí při prezidentství Billa Clintona, označil McEnanyovou jako „státní propagandistku“.
McEnanyová byla pozitivně testovaná na covid-19 5. října 2020. V předcházejících dnech se McEnanyová několikrát setkala lidmi s pozitivním výsledkem testu a komunikovali s novináři. Při mluvení s mediálními pracovníky nenosila masku ani respirátor až do doby, než byla její pozitivita potvrzená. Kromě McEnanyové se i bratranec jejího manžela Chad Gilmartin, který také pracoval pro první Trumpovu administrativu, onemocněl.

### Prezidentské volby 2020 a následná kariéra
McEnanyová předčasně falešně prohlásila Trumpa jako volebního vítěze při sčítání hlasů ve volebním dni. Sama rozšiřovala nepravdivá tvrzení o volebním podvodu, když Joe Biden vyhrál a Trump odmítl připustit svoji porážku. McEnanyová informovala novináře, že Trumpovi nebyla standardně předána moc v roce 2016, dne 20. listopadu 2020.
Avšak v roce 2016 během dvou dnů od vyhlášení výsledků Trumpova protikandidátka Hillary Clintonová uznala Trumpovo vítězství. Tehdejší prezident Barack Obama přijal Trumpa jako nově zvoleného prezidenta a hostil ho společně s manželkou Michelle Obamovou v Bílém domě. Trump komentoval chování Obamy slovy: „Děkuji za jejich laskavou pomoc během tohoto přechodu.“ Trump se však rozhodl vyhodit svého vedoucího pro předání moci, Chrise Christieho a odmítl pomoc Obamovy administrativy s předáním moci. Slova McEnanyové byly publikované v médiích v době, kdy Trump neuznal Bidena jako svého nástupce a aktivně zpožďoval proces předání moci na poslední 2 týdny svého prezidentství.
Po útoku na Kapitol Spojených států v roce 2021 Randall Lane, píšící pro Forbes, varoval korporace před najímáním McEnanyho nebo jiných lidí „kteří lhali Trumpovi“ a uvedl: „Forbes bude předpokládat, že vše, o čem vaše společnost nebo firma mluví, je lež. Budeme to zkoumat, kontrolovat a zkoumat se stejnou skepsí, s jakou bychom přistupovali k Trumpovu tweetu. Chceme zajistit, aby k vám největší obchodní mediální značka na světě přistupovala jako k potenciálnímu trychtýři dezinformací? Najměte je.“

### Kariéra po Trumpově prezidentství
McEnanyová se připojila jako komentátorka k vysílání Fox News v březnu 2021. Následně se stala spolumoderátorkou pořadu Outnumbered společně s Harris Faulknerovou a Emilyí Compagnovou. V květnu a červnu 2023 pracovala jako dočasná moderátorka pořadu Fox News Tonight po vyhození Tuckera Carlsona. Trump označil McEnanyou jako „Kayleigh Milktoast McEnany“, protože ve vysílání Fox News sdělila, že Trumpův protikandidát v republikánských primárních volbách Ron DeSantis mohl získat vyšší podporu ve státě Iowa.

## Osobní život
McEnanyová se provdala za Seana Gilmartina, nadhazovače v lize Major League Baseball, v roce listopadu 2017.  V listopadu 2019 McEnanyová porodila svoji první dceru. Lékaři zjistili BRCA mutaci u McEnanyové, která zvyšuje šanci na rozvoj rakoviny prsu. V reakci na zjištění McEnanyová podstoupila oboustrannou mastektomii. Manželský pár oznámil, že čekají druhé dítě, v červnu 2022. Druhé dítě – syn – se narodil v prosinci 2022.